# Thorey-en-Plaine
Thorey-en-Plaine é uma comuna francesa na região administrativa da Borgonha-Franco-Condado, no departamento de Côte-d'Or. Estende-se por uma área de 5,82 km². Em 2010 a comuna tinha 1 073 habitantes (densidade: 184,4 hab./km²).